# Валковский сельский совет (Полтавский район)
Валковский сельский совет (укр. Валківська сільська рада) — входит в состав
Полтавского района
Полтавской области
Украины.
Административный центр сельского совета находится в 
с. Валок.

## Населённые пункты совета
- с. Валок
- с. Каплуновка
- с. Лозовка
- с. Очкановка